# سده ۱۱ (پیش از میلاد)
(سده دوازدهم پ.م. - سده یازدهم پیش از میلاد مسیح - سده دهم پ.م. - سده‌های دیگر)
قرن یازدهم پیش از میلاد شامل تمام سال‌های بین ۱۱۰۰ تا ۱۰۰۱ پیش از میلاد می‌شود. اگرچه بسیاری از جوامع بشری در این دوره باسواد بودند، اما برخی از افراد ذکر شده در زیر ممکن است جعلی باشند و از نظر تاریخی دقیق نباشند.

## رخدادها
- ۱۰۹۰ (پیش از میلاد)؛ سال کفتار، در این سال یک واژگونی اقتصادی در مصر باستان رخ داد. در پی آن ناگهان آرامگاه‌ها به تاراج رفت و از این رو این سال واپسین سالی بود که از دره پادشاهان برای خاکسپاری بهره‌برداری شد.
- ۱۰۸۹ (پیش از میلاد)؛ مرگ ملانتوس پادشاه افسانه‌ای آتن پس از ۷۳ سال فرمانروایی بر این شهر.
- ۱۰۷۹ (پیش از میلاد)؛ مرگ چنگ امپراتور چین از دودمان ژو
- ۱۰۷۸ (پیش از میلاد)؛ ژو کانگ وانگ پادشاه چین شد.
- ۱۰۶۹ (پیش از میلاد)؛ مرگ رامسس یازدهم واپسین فرعون دودمان بیستم مصر باستان
- ۱۰۶۸ (پیش از میلاد)؛ کودروس پادشاه افسانه‌ای آتن درگذشت.
- ۱۰۵۳ (پیش از میلاد)؛ کانگ پادشاه چین از دودمان ژو درگذشت.
- ۱۰۵۲ (پیش از میلاد)؛ ژائو از دودمان ژو پادشاه چین شد.
- ۱۰۵۱ (پیش از میلاد)؛ شاعول نخستین پادشاه اسرائیل شد.
- ۱۰۵۰ (پیش از میلاد)؛ فلسطینیان صندوقچه پیمان را در جنگی از اسرائیلیان ستاندند.
- ۱۰۴۸ (پیش از میلاد)؛ مدون پادشاه آتن درگذشت.
- ۱۰۴۶ (پیش از میلاد)؛ ژو وو وانگ دی شین پادشاه چین را برانداخت و دودمان ژو را بنیاد نهاد.
- ۱۰۴۴ پیش از میلاد: با مرگ اسمندس یکم، پادشاه مصر، دو نایب‌السلطنه مشترک، پسوسنس یکم، جانشین او شدند.[۱]و نِفِرکارِه آمِنِمِنیسو.
- ۱۰۴۲ (پیش از میلاد)؛ چنگ، پادشاه ژو، جانشین پادشاه وو و فرمانروای سلسله ژو در چین شد.
- 1039 قبل از میلاد: نِفِرکارِه آمِنِمِنیسو پادشاه مصر درگذشت.
- ۱۰۲۰ (پیش از میلاد)؛ کانگ، پادشاه ژو، جانشین چنگ، فرمانروای دودمان ژو در چین شد.[۲]
- ۱۰۱۲ (پیش از میلاد)؛ آکاستوس پادشاه آتن درگذشت.
- ۱۰۰۶ (پیش از میلاد)؛ داوود جانشین شاعول شد.
- ۱۰۰۲ (پیش از میلاد)؛ ژائو پادشاه چین درگذشت.
- ۱۰۰۱ (پیش از میلاد)؛ مو وانگ پادشاه چین شد.
- دهه ۱۰۰۰ (پیش از میلاد)؛ نخستین نشانه‌های یافته‌شده از کشاورزی در کنیا
- دهه ۱۰۰۰ (پیش از میلاد)؛ لاتین‌ها از کنار رود دانوب به ایتالیا کوچیدند.
- دهه ۱۰۰۰ (پیش از میلاد)؛ برپایه سافتن سنگنبشته‌هایی در سال ۲۰۰۰ زبان تامیل که در هندوستان گویشور دارد به دست آمد.
- دهه ۱۰۰۰ (پیش از میلاد)؛ الفبای فنیقی ساخته شد.

## چهره‌های برجسته
- صمویل پیامبر باستانی اسرائیل
- شاعول پادشاه اسرائیل
- داوود پادشاه اسرائیل
- زرتشت پیامبر ایران باستان (زمان تقریبی)